# Anthurium prominens
Anthurium prominens är en kallaväxtart som beskrevs av Adolf Engler. Anthurium prominens ingår i släktet Anthurium och familjen kallaväxter. Inga underarter finns listade.